# أبوندانتيا
أبوندانتيا (بالإنجليزية: Abundantia)‏ ربة رومانية من صغار الربات مكرسة للوفرة والرخاء والحظ السعيد. من أبرز ميزاتها الكورنكوبيا (قرن الوفرة) الذي به توزع الحبوب والمال. بعد احتلال الرومان لفرنسا، ظلت في الفولكلور الفرنسي باسم سيدة هوبوندي.